# Dorymyrmex antarcticus
Dorymyrmex antarcticus är en myrart som beskrevs av Auguste-Henri Forel 1904. Dorymyrmex antarcticus ingår i släktet Dorymyrmex och familjen myror. Inga underarter finns listade i Catalogue of Life.